# Puolasaari (ö i Päijänne-Tavastland, Lahtis, lat 61,59, long 25,84)
Puolasaari är en ö i Finland. Den ligger i sjön Vanjärvi och i kommunen Sysmä i den ekonomiska regionen  Lahtis ekonomiska region  och landskapet Päijänne-Tavastland, i den södra delen av landet, 160 km norr om huvudstaden Helsingfors. Öns area är 6 hektar och dess största längd är 480 meter i sydväst-nordöstlig riktning.